# Phrasé
Ne doit pas être confondu avec Phrase (musique).
 (juillet 2025).
Un phrasé indique la façon d'exécuter les différentes phrases musicales. 

## Caractéristiques
Des silences écrits séparent souvent les phrases successives, et même parfois, les divers motifs de chaque phrase, mais ce n'est pas toujours le cas. Par ailleurs, les différentes notes d'un même motif peuvent être exécutées « avec ou sans suspension entre elles ».
De même que le discours doit être considéré non pas comme une simple succession de mots, mais plutôt comme un enchaînement de membres de phrases — les propositions, les syntagmes... —, chaque membre étant à son tour composé d'une succession de mots, dans le domaine de l'exécution musicale, une mélodie doit être considérée non pas comme une simple succession de notes, mais plutôt comme « un enchaînement de phrases musicales », chaque phrase étant à son tour composée de plusieurs motifs — ou dessins mélodiques —, chacun d'entre eux consistant en une succession d'intervalles mélodiques.
Les phrases musicales sont très souvent organisées de la manière suivante : de durées équivalentes, elles sont en nombre divisible par deux, ou mieux, par quatre. Ce mode de répartition périodique est appelé carrure, par référence aux quatre côtés égaux d'un carré, s'opposant deux par deux.

## Liaison d'expression ou legato
La liaison d'expression — qu'il est préférable d'appeler legato ou encore coulé pour éviter de la confondre avec la liaison de prolongation — est indiquée par une ligne courbe englobant les notes d'une mélodie devant être interprétées de façon liée.
- Exemple :

## Détaché ou staccato
Le staccato — c'est-à-dire, le phrasé en notes détachées — désigne un type de phrasé dans lequel les notes des motifs et des phrases musicales doivent être exécutées avec des suspensions entre elles. Ces notes détachées sont indiquées au moyen d'un point placé au-dessus ou au-dessous de la tête de la note — généralement, à l'opposé de la hampe de la figure de note.
- Exemple :